# Langenbogen
Langenbogen er en kommune i Saalekreis i den tyske delstat Sachsen-Anhalt. Kommunen hører til Verwaltungsgemeinschaft Würde/Salza der har administration i Teutschenthal.
Kommunen tiltrækker mange turister på grund af vinbjergene langs floden Salza.